# Bakkegårdsskolen (Aarhus)
 For alternative betydninger, se Bakkegårdsskolen. (Se også artikler, som begynder med Bakkegårdsskolen)
Bakkegårdsskolen er en folkeskole beliggende i Aarhus Kommune, og er geografisk placeret i Trige. Skoledistriktet omfatter desuden landsbyerne Spørring, Ølsted og Pannerup. Skolens elevtal er ca. 405 elever, hvoraf godt 95% kommer fra eget skoledistrikt. Antallet af ansatte tæller omkring 60, hvoraf ca. 40 er lærerpersonale.
Skoleeleverne kommer fra alle samfundslag og fra en bred etnisk vifte; der er repræsenteret 15 nationaliteter på skolen.
Selve skolen blev bygget i 1966 og taget i brug i 1967. Den blev udvidet i 1977, hvor der blev bygget stor sportshal, skolens vestfløj inkl. kantine og tandlægeklinik. I 1998 udvides skolen atter med en ny skolefritidsordning og senest i 2003 hvor der blev etableret et fælles kombi-bibliotek, bestående af skolens og byens daværende biblioteker.
I Gentofte (Vangede) nord for København ligger også en skole, der hedder Bakkegårdsskolen.